# Simpang 3 Sawit Seberang
Simpang 3 Sawit Seberang is een bestuurslaag in het regentschap Langkat van de provincie Noord-Sumatra, Indonesië. Simpang 3 Sawit Seberang telt 1795 inwoners (volkstelling 2010).